# Chavannes-sur-Suran
Chavannes-sur-Suran là một xã ở tỉnh Ain, vùng Auvergne-Rhône-Alpes thuộc miền đông nước Pháp.

## Demography
| 1962 | 1968 | 1975 | 1982 | 1990 | 1999 |
| ---- | ---- | ---- | ---- | ---- | ---- |
| 332  | 386  | 336  | 393  | 419  | 485  |